# Johan le Ducq
Johan le Ducq, gelegentl. Jan Ducq, (* um 1629; † 1676 in Den Haag) war ein niederländischer Maler, Zeichner und Radierer sowie Kunsthändler und Soldat.

## Leben
Johan le Ducq wurde lange mit Jacob Duck verwechselt. Van Gool erwähnt eine Lehre bei Paulus Potter, der 1649 bis 1652 in Den Haag wohnte. Ducqs erste Erwähnung als Maler erfolgte 1655 im Zusammenhang mit einer Schlägerei, an der auch der Haager Maler Olivier Hasenbaert beteiligt war. 1656 war Ducq Gründungsmitglied der Gildenabspaltung „Confrérie Pictura“, weigerte sich aber 1658 seinen Beitrag zu bezahlen. In diesem Jahr hatte er für die „Kamer van Pictura“ ein Gemälde mit einer Hirtin und Kühen zum Schätzpreis von 60 Gulden gefertigt, das er am 29. April 1662 mit Kenntnis der Regenten gegen eine Landschaft mit Reiterin austauschte.
Am 2. Januar 1659 heiratete er Geertruyt Sybille Kerckhoff in Den Haag, 1663 folgte die Heirat mit Yda Persijn. Am 3. Dezember 1660 trat Johan le Ducq der Haager Malergilde bei. Die Gebühr von 18 Gulden spricht gegen Den Haag als Ducqs Geburtsort, denn nur 12 Gulden waren für dort geborene Gilde-Mitglieder üblich. Am 17. Juni 1662 erhielt Ducq die Erlaubnis für den Verkauf seiner Kupferplatten und Stiche in der Confrerie. 1665 mietete er ein Haus in Den Haag. Die Gravur auf einem Pokal der Confrerie Pictura von Jonas Gutsche (Rotterdam, BvB) weist Ducq 1670 als dritten und 1671 als ersten "Hooftman" der Künstler-Vereinigung aus.
Ducq beendete dann aber seine künstlerische Arbeit und trat der Armee der Generalstaaten bei, wurde im Mai 1672 als Fähnrich erwähnt und starb vier Jahre später als Hauptmann an den Wunden, die er sich im Kampf mit einem Gefährten um Geld zugezogen hatte.

## Rezeption
Ducq malte bevorzugt aus der Nähe beobachtete Haustiere vor italianisanten Landschaften. Zu besonderer Meisterschaft gelangte er in porträthaften Hundedarstellungen, wobei er die unterschiedliche Fellstruktur und -farbigkeit der Wind- und Jagdhunde trefflich charakterisierte. Die Vorliebe für Hunde- und Rindermotive verdankte er seinem Lehrer Paulus Potter, während die stilistische Ausführung an den ebenfalls im Haag wohnenden Karel Dujardin erinnert, doch zurückhaltender in der Italianisierung und weniger kleinteilig in der Landschaftsformulierung ist.
Die kombinierte Präsentation von Jagdhunden und Beutetieren und die bühnenhafte Auffassung des landschaftlichen Vordergrunds bestimmen den peripheren Stilllebencharakter der Hundebilder (Jagdstilleben mit Hunden vor Landschaft). Die besondere Qualität dieser Arbeiten scheint auch für Zeitgenossen und Künstlerkollegen offensichtlich gewesen zu sein. Beim Haager Kunsthändler Cornelis de Putter wurden mehrere Werke zum Verkauf angeboten und einem Dokument von 1671 zufolge sollen die Hunde in einem Gemälde des Haager Porträtmalers Sijmen Roodt von Ducq stammen. Die weiten, hügeligen Landschaften bevölkert Ducq meist mit Kühen, Schafen und Hirten.